# Ask Any Girl
Ask Any Girl (bra/prt: O Que elas Querem é Casar) é um filme estadunidense de 1959 do gênero comédia, dirigido por Charles Walters.

## Sinopse
Meg Wheeler é uma jovem e ingênua garota da Pensilvânia, que chega em Nova Iorque para arrumar um emprego e um marido. Ela vai morar numa pensão de mulheres e logo se emprega como  secretária, pois o futuro patrão achou que ela ficava bem de suéter. Meg se envolve com um cliente do patrão, mas desiste dele quando o homem lhe fala que não quer saber de casar.
Meg então muda de emprego e com a ajuda das amigas vai trabalhar como "pesquisadora de mercado", mesmo sem saber o que seria isso. A empresa é chefiada por uma dupla de irmãos: Miles, o trabalhador e preocupado; e Evan, o boa-vida que só quer saber de garotas. Meg se interessa por Evan, mas como esse também não quer nada sério, ela pede a ajuda de Miles: Ela quer que ele use seus conhecimentos profissionais e faça uma pesquisa dos interesses do irmão, para que Evan passe a se interessar pelo "produto certo", ou seja, a própria Meg.

## Elenco[1]
- David Niven...Miles Doughton
- Shirley MacLaine...Meg Wheeler
- Gig Young...Evan Doughton
- Rod Taylor...Ross Tayford
- Jim Backus...Maxwell
- Claire Kelly...Lisa
- Elisabeth Fraser...Jennie Boyden
- Dodie Heath...Terri Richards
- Read Morgan...Bert
- Carmen Phillips

## Prêmios e indicações
- Shirley MacLaine:

- ganhou o BAFTA como melhor atriz estrangeira
- ganhou o Urso de Prata pela sua performance
- e foi indicada ao Globo de Ouro, mas perdeu para Marilyn Monroe que atuou em Some Like It Hot.[carece de fontes?]